# Acacia cardiophylla
Acacia cardiophylla é uma espécie de leguminosa do gênero Acacia, pertencente à família Fabaceae.